# Grafana
Grafana（グラファナ）は、分析およびインタラクティブな視覚化を可能にする、マルチプラットフォームで動作するオープンソースのWebアプリケーションである。サポートされているデータソースに接続することで、Webブラウザ上でチャート、グラフ、アラートの機能を提供する。追加機能を備えたライセンスを必要とするGrafana Enterpriseバージョンは、セルフホストインストールまたはGrafana Labsクラウドサービスのアカウントで利用できる。Grafanaは、プラグインシステムを介して機能を拡張することができる。エンドユーザーは、インタラクティブなクエリビルダーを使用して複雑な監視ダッシュボードを作成できる。Grafanaはフロントエンドとバックエンドに分かれており、それぞれTypeScriptとGoで書かれている。
視覚化ツールとして、Grafanaはモニタリングのスタックとして人気のあるコンポーネントである。そのため、InfluxDB、Prometheus、Graphiteなどの時系列データベース、ensu、Icinga、Checkmk、Zabbix、Netdata、PRTGなどの監視プラットフォーム、ElasticsearchやSplunkなどのSIEM、その他のデータソースと組み合わせて使用されることがよくある。

## 歴史
Grafanaは、Orbitzでのプロジェクトの派生物として、Torkel Ödegaardによって2014年に最初にリリースされた。はじめはInfluxDB、OpenTSDB、Prometheusなどの時系列データベースのみを対象としていたが、MySQL、PostgreSQL、Microsoft SQL Serveなどのリレーショナルデータベースもサポートするように進化した。2019年、GrafanaLabsはシリーズAファウンディングで2400万ドルを獲得した。
Grafanaのユーザインタフェースは、もともとはバージョン3のKibanaに基づいていた。
カンファレンスGrafanaCon2020は、2020年5月13〜14日にアムステルダムで開催される予定だったが、COVID-19のパンデミックにより、2日間のオンラインライブストリーミングイベントに変更された。

## 採用
GrafanaはWikipediaのインフラストラクチャを含む幅広い環境で使用されている。

## ライセンス
2021年4月20日時点で、GrafanaはAGPLv3ライセンスでライセンスされるようになった。Grafanaへのコントリビューターは、GrafanaLabsに将来Grafanaを再ライセンスする権利を与えるContributor License Agreementに署名する必要がある。CLAは、Apache Software FoundationのIndividual Contributor License Agreementに基づいている。
それ以前は、GrafanaはALv2ライセンスでライセンスされており、Harmony Contributor Agreementに基づくCLAを使用していた。